# Двоярусні насадження (виділ 11)
«Двоярусні насадження» — ботанічна пам'ятка природи місцевого значення. 
Пам’ятка природи «Двоярусні насадження» створена рішенням виконкому Київської обласної ради трудящих від 28 лютого 1972 р.
№118 у межах Жеревського лісництва ДП «Іванківське лісове господарство» – квартал 23, виділ 11.
На території об’єкту знаходяться високопродуктивні сосново-дубові насадження, де основна порода – сосна, віком 111 років, має
висоту понад 31 м, діаметр 38 см.

## Галерея

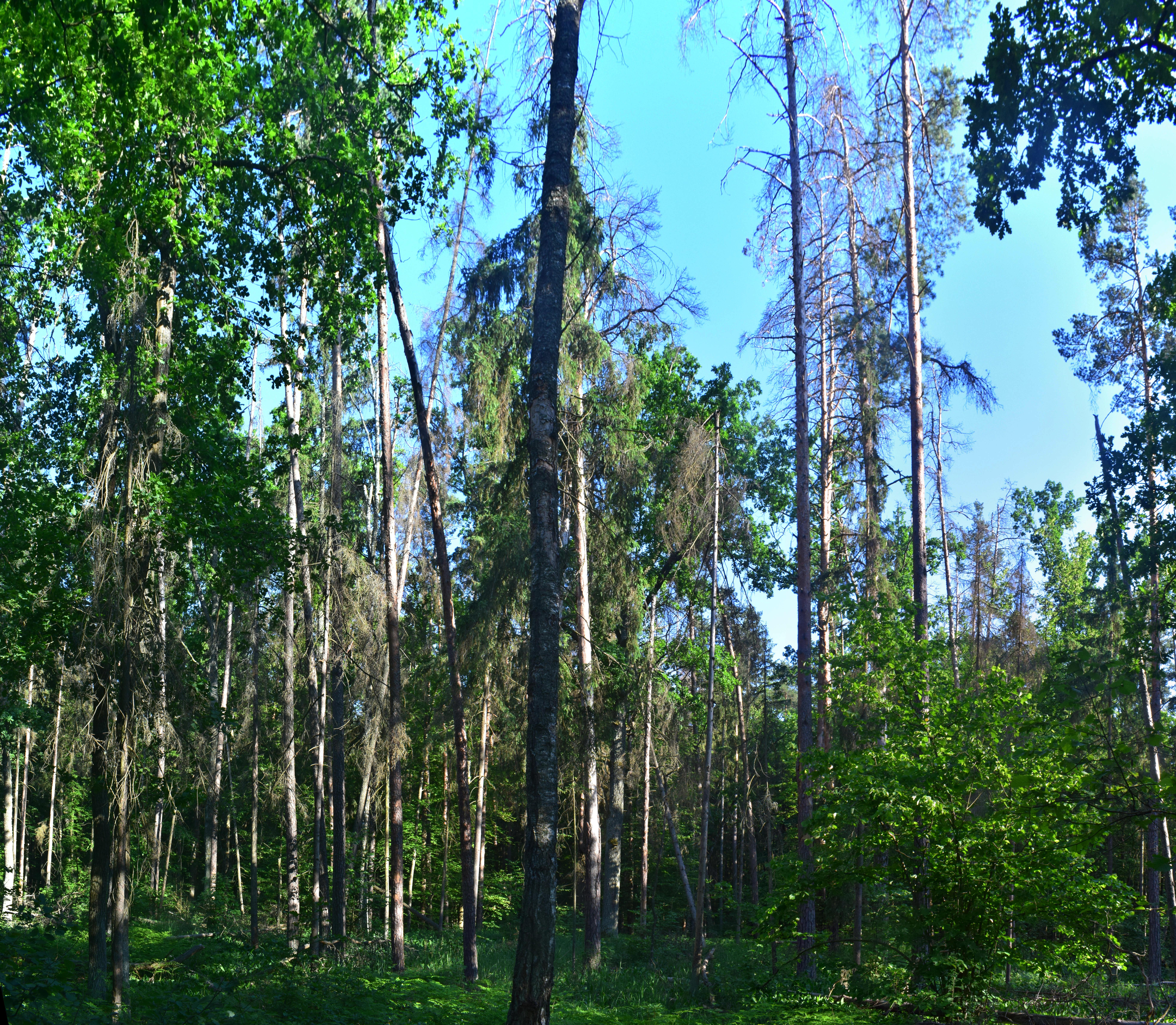
Загальний вигляд
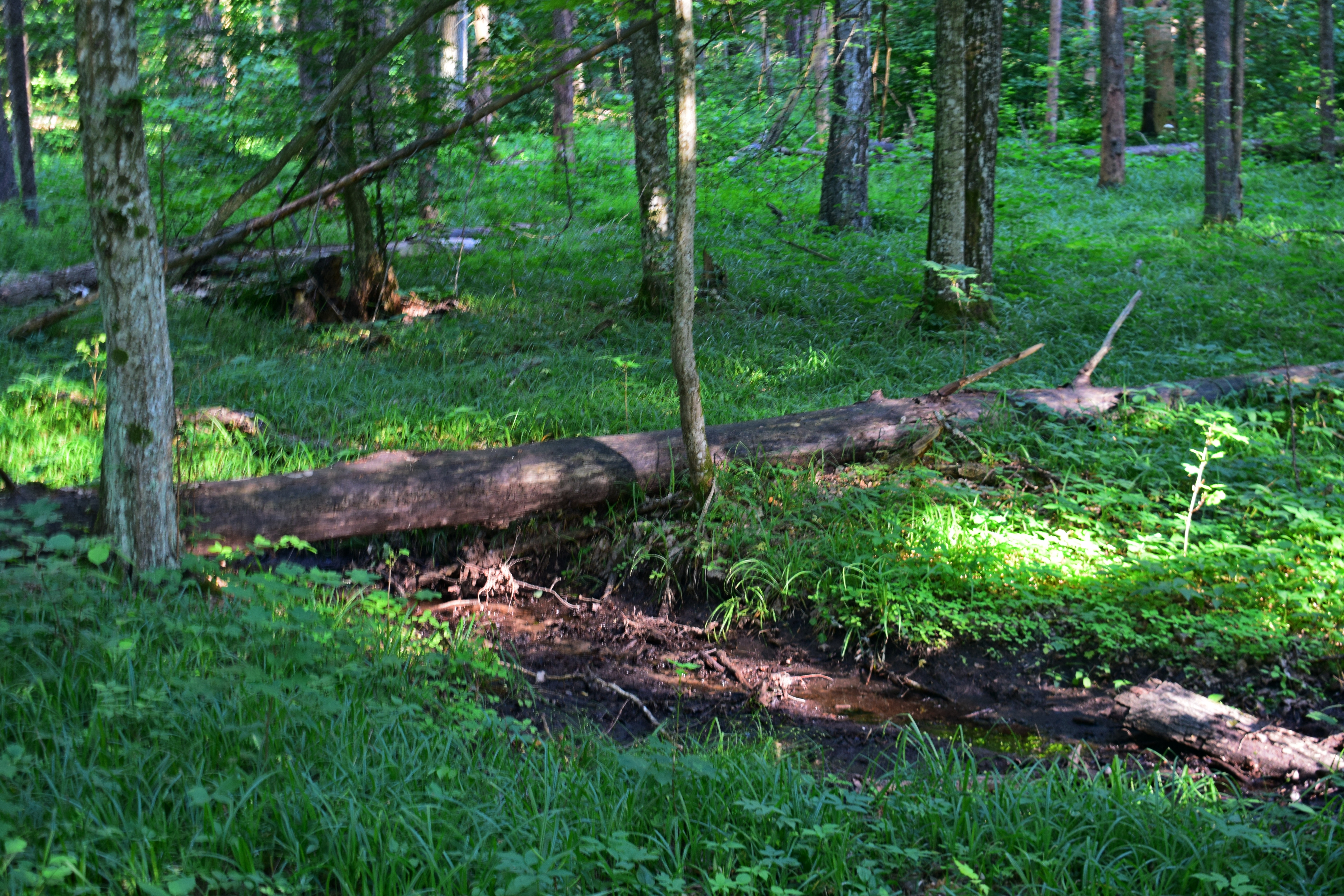
Заболочений ручай - притока р. Жереви
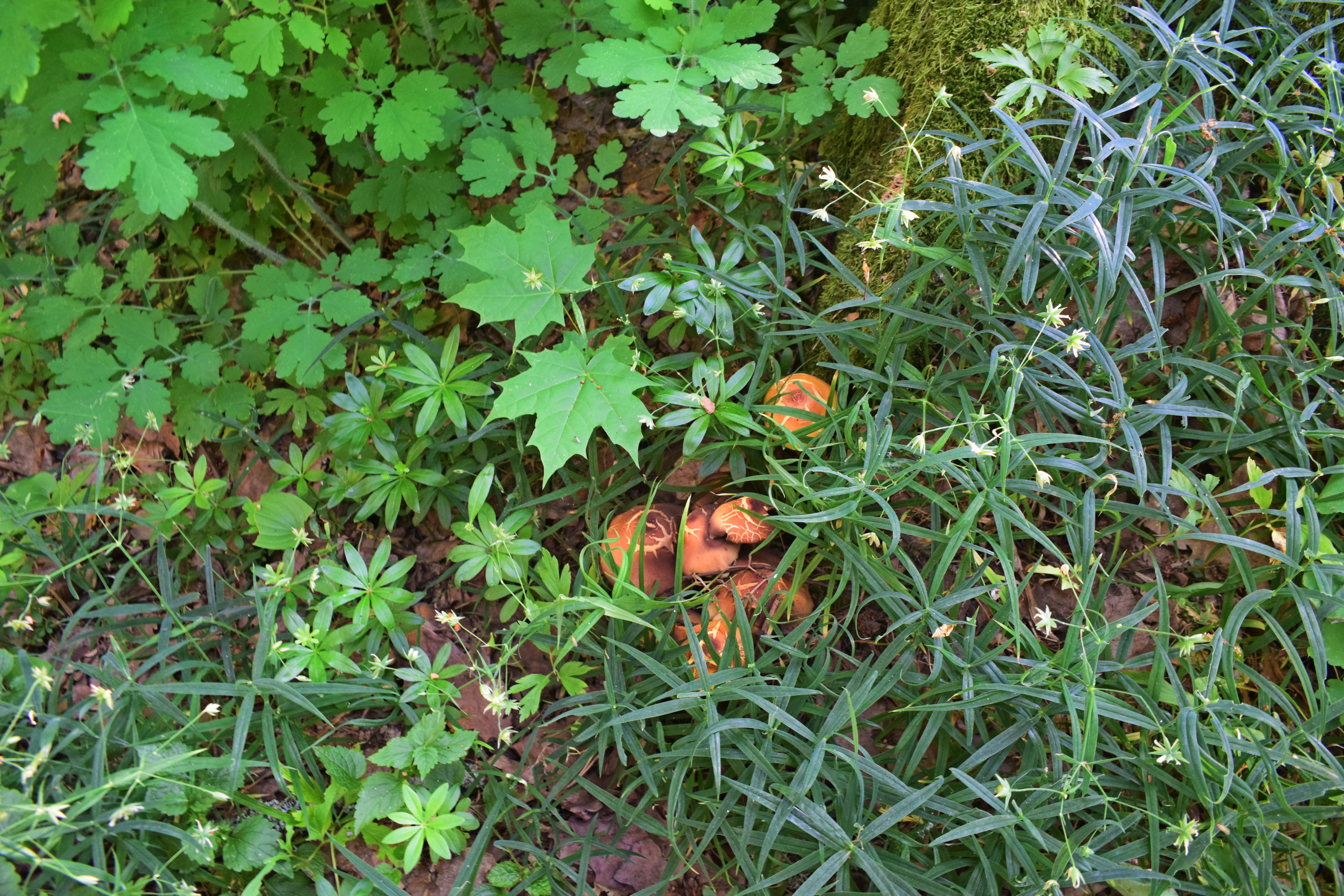
Опеньок сірчано-жовтий несправжній
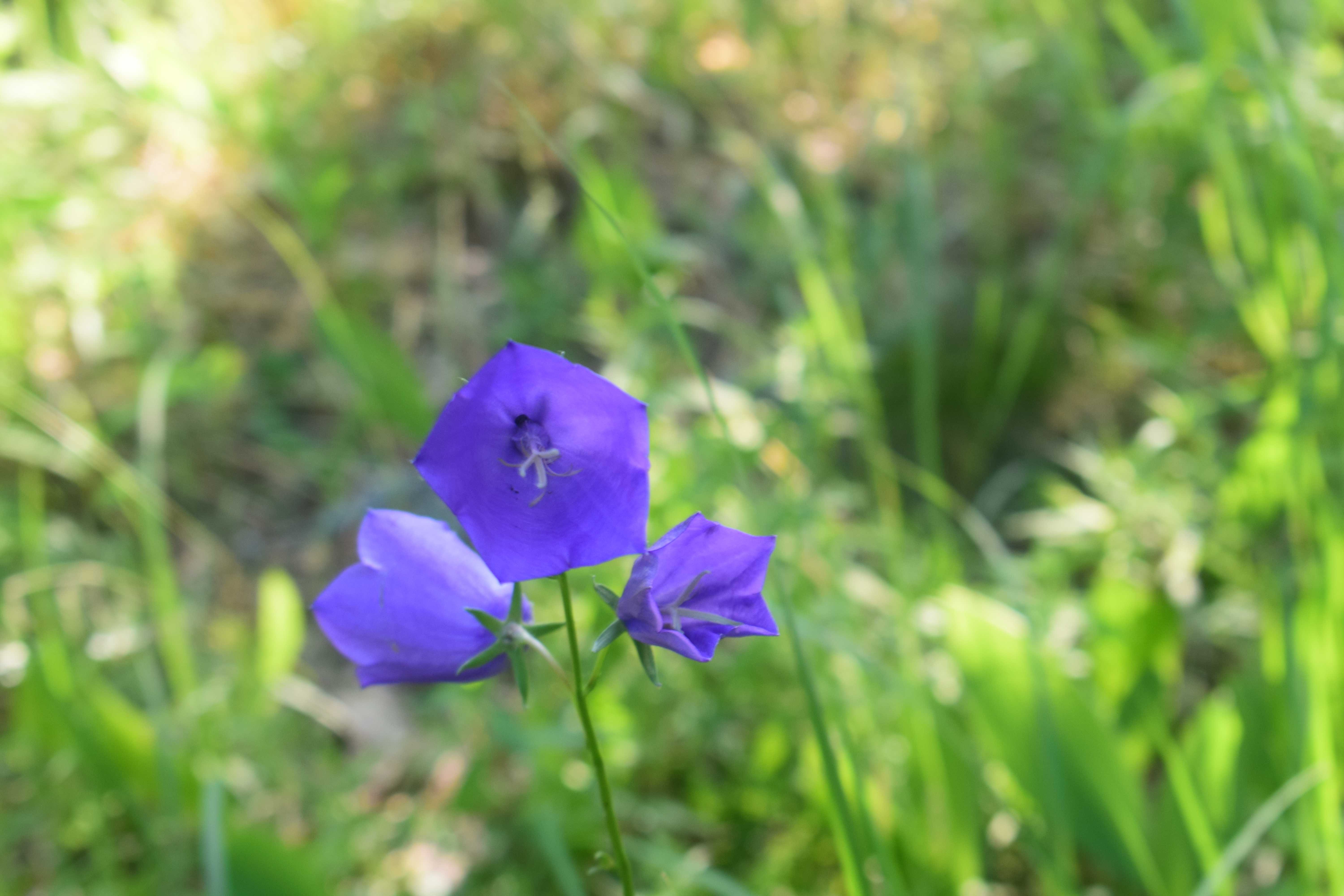
Дзвоники